# Ensemble pointé
En mathématiques, un ensemble pointé est un ensemble {\displaystyle X} avec un élément distingué  {\displaystyle x_{0}\in X}, qui est appelé le point de base. Les morphismes d'ensembles pointés (applications pointées) sont les applications qui envoient un point de base sur un autre, i.e. une application {\displaystyle f:X\to Y} telle que {\displaystyle f(x_{0})=y_{0}}. On note habituellement
{\displaystyle f:(X,x_{0})\to (Y,y_{0})}.
Les ensembles pointés peuvent être regardés comme une structure algébrique simple. Au sens de l'algèbre universelle, ce sont des structures munies d'une opération d'arité zéro qui conserve le point de base.
La classe de tous les ensembles pointés avec la classe de toutes les applications pointées forment une catégorie.
Un ensemble pointé peut être vu comme un espace pointé avec la topologie discrète ou un espace vectoriel sur le corps à un élément.